# Biblia sacra
Biblia sacra je kodeks iz 11. stoljeća pisan minuskulom na pergamentu veličine 39,4×61,2 cm. Napisan je na 117+143 lista u dva stupca i ukrašen je velikim inicijalima sa slovima ispunjenim pleternom ornamentacijom. Na 113. listu je kanonska tablica: tri kodirana stupa s korintskim kapitelima i s dva luka. Među njima je popis Biblijskih knjiga. Stilske odlike pisma i iluminacija nose značajke rane romanike zapadnoga tipa. Biblia sacra čuva se u Dubrovniku, u dominikanskom samostanu.